# Малая Быковка (село)
Малая Быковка — село в Балаковском районе Саратовской области, в составе сельского поселения Быково-Отрогское муниципальное образование.
Население — 794 (2010).

## История
Основано в 1812 году. В 1836 году была построена каменная церковь с колокольней и престолом во имя Николая Чудотворца. В 1844 году в Малой Быковке открылось мужское министерское перворазрядное училище. Согласно Списку населённых мест Российской империи по сведениям за 1859 год в казённом селе Малая Быковка (оно же Тягуновка), относившемся к Николаевскому уезду Самарской губернии, проживали 1131 мужчина и 1129 женщин. Село располагалось на расстоянии 69 вёрст от уездного города по левую сторону Балаковского тракта, ближе к границе Новоузенского уезда.
После крестьянской реформы Малая Быковка стала волостным селом Мало-Быковской волости. В 1881 году министерское училище Малой Быковки получило через ходатайство министерства народного просвещения в память Государя Александра II наименование Александровского. Согласно населённых мест Самарской губернии по сведениям за 1889 год в селе проживали 4145 жителей (русские православного вероисповедания), насчитывалось 407 дворов, имелись волостное правление, церковь, земская школа, 12 ветряных мельниц, по вторникам базар. Земельный надел (общий с хутором Казаков) составлял 9540 десятин удобной и 2563 десятин неудобной земли. Зимой 1894—1895 годов в Малой Быковке открылась одноклассная женская церковно-приходская школа. Согласно переписи 1897 года в селе проживали 2561 человек, все православные.
Согласно Списку населённых мест Самарской губернии 1910 года село населяли бывшие государственные крестьяне, преимущественно русские, православные, 1622 мужчин и 1701 женщина, в селе имелись церковь, земская и церковно-приходская школы, волостное правление, земельный надел — 6560 десятин удобной и 1171 десятина неудобной земли. В 1916 году в селе открылось почтовое отделение.
В 1926 году в селе проживали 1037 мужчин и 1192 женщины, работали школа первой ступени, почтово-телеграфный и агрономический пункты. В 1931 году в Малой Быковке была организована машинно-тракторная станция. Также в 1930-е годы в селе был образован колхоз, старая церковь закрыта и разрушена. В 1937 году открылась новая школа в специально построенном одноэтажном здании.
На фронтах Великой Отечественной войны погибли 149 жителей села. Во второй половине XX века в Малой Быковке размещалась центральная усадьба колхоза «Коммунар».

## Физико-географическая характеристика
Село находится в Заволжье, на левом берегу реки Большой Иргиз, на высоте около 20-25 метров над уровнем моря. Почвы — чернозёмы южные, в пойме Иргиза — пойменные нейтральные и слабокислые.
Село расположено примерно в 14 км по прямой в южном направлении от районного центра города Балаково. По автомобильным дорогам расстояние до районного центра составляет 31 км, до областного центра города Саратов — 150 км.
Климат
Климат умеренный континентальный (согласно классификации климатов Кёппена — Dfa). Многолетняя норма осадков — 513 мм. Наибольшее количество осадков выпадает в декабре (55 мм), наименьшее в марте — 30 мм. Среднегодовая температура положительная и составляет + 6,1 °С, средняя температура самого холодного месяца января −11,2 °С, самого жаркого месяца июля +22,5 °С.
Часовой пояс
Малая Быковка, как и вся Саратовская область, находится в часовой зоне МСК+1. Смещение применяемого времени относительно UTC составляет +4:00.

## Население
Динамика численности населения по годам:
| Годы      | 1859 | 1889 | 1897 | 1910 | 1926 | 2002 |
| --------- | ---- | ---- | ---- | ---- | ---- | ---- |
| Население | 2260 | 4145 | 2561 | 3323 | 2229 | 641  |

Национальный состав
Согласно результатам переписи 2002 года русские составляли 79 % населения села.